# Rio Preto EC (Frauenfußball)
Die Frauenfußballabteilung des Rio Preto EC bestand von 2008 bis 2019 und zählte zu den erfolgreichsten Teams der seit 2013 ausgetragenen nationalen Meisterschaft für Frauenfußball in Brasilien.

## Geschichte

### Gründung
Die Gründung der Frauenfußballabteilung des Rio Preto EC ist mit dem Ehepaar Dorotéia de Souza Oliveira und Francisco „Chicão“ Reguera Inojo (* 1957 in Bálsamo) verbunden, eines ehemaligen Amateurfußballers und in São José do Rio Preto ortsansässigen Verkäufers im Baustoffhandel, die eine Trainingsmöglichkeit für ihre drei fußballbegeisterten Töchter gesucht haben. Weil im provinziellen Hinterland des Paulista-Staates auch im ausgehenden 20. Jahrhundert noch kein in Vereinen organisierter Frauenfußball existierte, gründete das Ehepaar im Jahr 1996 mit der Associação Esportiva Realidade Jovem ihr eigenes Sportförderprojekt, mit dem sie 2008 schließlich eine Kooperation mit dem lokalen Traditionsclub Rio Preto EC eingingen und damit dessen Sektion für Frauenfußball begründeten, die von Dorotéia seither als Präsidentin verwaltet und von Chicão trainiert wurde. Parallel zum sportlichen Training gewährleistet der Verein in einer eigens eröffneten Mädchenschule auch eine akademische Ausbildung der Juniorenspielerinnen, wodurch er eine finanzielle Subventionierung durch die Kommune erhält.
Die ersten Jahre ihres Bestehens beschränkte sich die Frauenfußballabteilung vornehmlich auf die Talentsuche und Förderung.  Aus den Reihen der von ihr ausgebildeten Spielerinnen schafften unter anderem Chicãos jüngste Tochter Darlene (* 1990) und Raquel Fernandes (* 1991) den Sprung in den noch im Aufbau befindlichen Profifrauenfußball Brasiliens. Erst nachdem man aus einem ausreichend großen Reservoir an selbst ausgebildeten Spielerinnen schöpfen konnte, wagte der Rio Preto EC im Jahr 2010 den Einstieg in den regulären Spielbetrieb. Seither gehört das Team zu den festen Größen der Staatsmeisterschaft von São Paulo, der spielstärksten in ganz Brasilien, und gehörte auch zu den ersten Teilnehmern der 2013 aus der Taufe gehobenen nationalen Frauenfußballmeisterschaft.

### Erfolge
In der Saison 2015 gewannen die Frauen des Rio Preto EC nach einem Sieg in den Finalspielen (1:0, 1:1) gegen den São José EC den nationalen Meistertitel, den ersten für den Gesamtverein überhaupt. 2016 gelang erneut der Einzug in das Meisterschaftsfinale, in dem man sich allerdings nur aufgrund der Auswärtstorregelung dem CR Flamengo geschlagen geben musste. Dafür konnte nach einem Sieg (1:0, 0:0) über die neu aufgestellte Frauenmannschaft des Santos FC erstmals die Staatsmeisterschaft gewonnen werden. Als Siebtplatzierter des CBF-Punkterankings konnte der Rio Preto EC in der Saison 2017 sofort in der neu etablierten ersten Spielklasse (Série A1) der nationalen Meisterschaft antreten und auch bei dieser insgesamt vierten Teilnahme bis in das Halbfinale vorstoßen, wo man allerdings den Spielerinnen des SC Corinthians unterlegen war. In der Staatsmeisterschaft ist es zu einer Neuauflage des Finales des Vorjahres gegen den Santos FC gekommen, der erneut besiegt (1:1, 3:1) und damit die Titelverteidigung erfolgreich abgeschlossen werden konnte.
Zu Beginn der Saison 2018 hatte Rio Preto den fast vollständigen Abgang des Erfolgsteams der vergangenen Jahre zu kompensieren, darunter auch den des Sturmduos Millene und Adriana, die beide zum finanzstärkeren Ligakonkurrenten SC Corinthians wechselten. Dennoch gelang der Aufbau eines neuen Teams nahezu unbekannter Talente, mit dem Rio Preto den Anschluss an die sportliche Spitze halten konnte. Die Offensivabteilung, angeführt von Letícia, wurde im Saisonverlauf durch den Neuzugang Carol verstärkt. So erreichte der Club in der Staatsmeisterschaft die Runde der letzten Vier, in der er gegen den späteren Titelgewinner Santos FC ausschied. In der nationalen Meisterschaft stieß der Club zum dritten Mal bis ins Finale vor, in dem er sich dann doch dem favorisierten SC Corinthians (0:1, 0:4) deutlich geschlagen geben musste. Zum Ende der Spielzeit beendete die Rekordspielerin Jéssica de Lima nach neunzehn Jahren Vereinszugehörigkeit ihre aktive Laufbahn.

### Rückzug
Am 21. Dezember 2018 wurde das Ende der Kooperation des Ehepaars Reguera mit dem Club bekannt gegeben. Die Vereinssektion sollte aber bestehen bleiben, zu deren Trainer João Santos ernannt wurde, zuvor Assistenztrainer der Herrenmannschaft. Am 26. Februar 2019 erklärte Vereinspräsident José Eduardo Rodrigues den Rückzug seines Vereins aus dem professionellen Frauenfußball aus finanziellen Gründen. Das Augenmerk der Vereinsaktivitäten soll zukünftig auf der Herrenmannschaft und der Talentförderung liegen. Für den so frei gewordenen Startplatz der Série A1 2019 ist das Team des SC Internacional aus Porto Alegre nachnominiert wurden.

## Erfolge
| Brasilianische Meisterschaft      | (1×): | 2015       |
| Staatsmeisterschaft von São Paulo | (2×): | 2016, 2017 |

## Spielerinnen

### Torschützenköniginnen
| Brasilianische Meisterschaft 2016: Millene „Mih“ (10 Tore) | 0 | Staatsmeisterschaft von São Paulo 2010: Elaine Lins „Pernalonga“ (17 Tore) 2018: Letícia „Negona“ (18 Tore) |

### Ehemalige Spielerinnen
- Jéssica de Lima (1999–2018, Rekordspielerin des Vereins)
- Ana Maria Barrinha (erzielte das erste Meisterschaftstor des Clubs, am 25. September 2013 beim 5:1 gegen den Duque de Caxias FC im Estádio Anísio Haddad)
- Maria São Pedro (erzielte das 100. Meisterschaftstor für des Club, zum 3:0 (5:0) gegen die AA Ponte Preta am 19. April 2017 im Estádio Anísio Haddad)